# Александров, Вильям Александрович
Ви́льям Алекса́ндрович Алекса́ндров (24 марта 1927 — 6 мая 2009) — русский советский и израильский писатель и журналист. Заслуженный работник культуры Узбекской ССР.

## Биография
Родился в Харькове, детство провёл в Одессе. Подростком был эвакуирован в Узбекистан, где работал электриком на шёлковом комбинате в Коканде, затем — на ряде уральских заводов. После войны учился в Ташкентском индустриальном техникуме, работал в проектном институте, затем окончил филологический факультет Ташкентского университета. Работал в газетах, журнале «Звезда Востока», различных издательствах. Печататься начал с 1950 года. Член Союза писателей СССР, заслуженный работник культуры Узбекской ССР, лауреат республиканского конкурса на лучшее произведение прозы (за роман «Коснуться молнии», 1984).
С 1996 года жил в Израиле.
Был членом редколлегии журнала «Литературный Иерусалим».
Умер в Иерусалиме 6 мая 2009 года.
Сын — Юрий Александров (1951 г. р.), ташкентский искусствовед. Дочь — Ирина (1955 г. р.).

## Творчество
Издал более 20 книг. Среди них трилогия «Время потерь — время надежд», романы и повести: «Смерть президента», «Коснуться молнии», «Яшка», «Заповедник», «Странный гость», «Завещаю тебе…», «Дом над рекой», «Планета МИФ»; сборники рассказов: «Ночной вокзал», «Люди и звезды», «Улица детства» (о трагических событиях 1937 года, увиденных глазами 10-летнего мальчика) и др. Его произведения инсценировались, экранизировались, переводились на другие языки.
В своём творчестве обращался к фантастике. В повести «Альфа Центавра» (1972), героиня погибает в звездолёте, ушедшем в глубины Вселенной и пропавшем без вести. Научно-фантастические новеллы писателя составили повесть «Планета МИФ» (1975), в которой речь идет о буднях XXII века: космические полёты, исследования мозга, встреча с инопланетянами.

## Публикации

### Книги
- Александров В. А. Люди и звезды. — Ташкент: Ёш гвардия, 1972. — 272 с. — 45 000 экз.
- Александров В. А. Завещаю тебе… — Ташкент: Изд-во лит. и иск. им. Гафура Гуляма, 1977. — 60 000 экз.
- Александров В. А. Планета МИФ: Повести. — Ташкент: Ёш гвардия, 1975. — 256 с. — 60 000 экз. [«Альфа Центавра», «Здравствуйте, люди!», «Машина», «Нарушитель», «Планета МИФ», «Плывущие листья»]
- Александров В. А. Коснуться молнии: Роман. — Ташкент: Изд-во лит. и искусства, 1983. — 304 с.
- Александров В. А. Спасатель. — Ташкент: Ёш гвардия, 1986. — 160 с. — 100 000 экз.
- Александров В. А. Возвращение: Повесть; Чужие-близкие: Роман. — Ташкент: Изд-во лит. и искусства, 1989.